# لورنزو دی کردی
لورنزو دی کرِدی (ایتالیایی: Lorenzo di Credi؛ زادهٔ حدود ۱۴۵۹، درگذشتهٔ ۱۲ ژانویه ۱۵۳۷)، نقاش و مجسمه‌ساز دورهٔ رنسانس ایتالیا بود که برای نقاشی‌های با موضوعات مذهبی شهره است. کارهای او نخست بر لئوناردو دا وینچی اثر گذاشت اما بعدها خود او به شدت از داوینچی تأثیر پذیرفت.

## زندگی
لورنزو دی کردی در فلورانس به دنیا آمد، او فرزند یک زرگر به نام آندره آ دی اُدریجو باردوچی بود. او نخستین بار در سال ۱۴۸۰ در کارگاه آندرئا دل وروکو مشغول شد. پس از مرگ استادش مدیریتی کارگاه به او سپرده شد. برخی از کارهای دی کردی امروزه در موزه لوور و اوفیتزی نگهداری می‌شود.
یکی از کارهای معروف او به نام مادر ما و قدیسان (Madonna and Saints) از پیستویا، تأثیر پذیرفته از فرا بارتولومئو، پیترو پروجینو و رافائل جوان است. گفته می‌شود شباهت‌هایی میان اثر Caterina Sforza او با اثر مونالیزای دا وینچی وجود دارد.
جورجو وازاری در کتاب مشهور خود، یعنی زندگی هنرمندان، بخشی را به زندگی او اختصاص داده است. وازاری در این کتاب از هنر لورنزو به خاطر دقت نظر بسیارش تکریم میکند همچنین او را به خاطر کمال گرایی بیش از حدش مورد نقد قرار می دهد که زمان بیش از حدی را صرف آماده سازی رنگ های می کرده است. 
لورنزو شاگران بسیاری داشته است که مشهورترینشان جیوانی آنتونیو سوگلینی است که در بسیاری از کارهای اخیر لورنزو در کنار او بوده است. 
لورنزو در سال 1537 در فلورانس از دنیا رفت. 

## نگارخانه

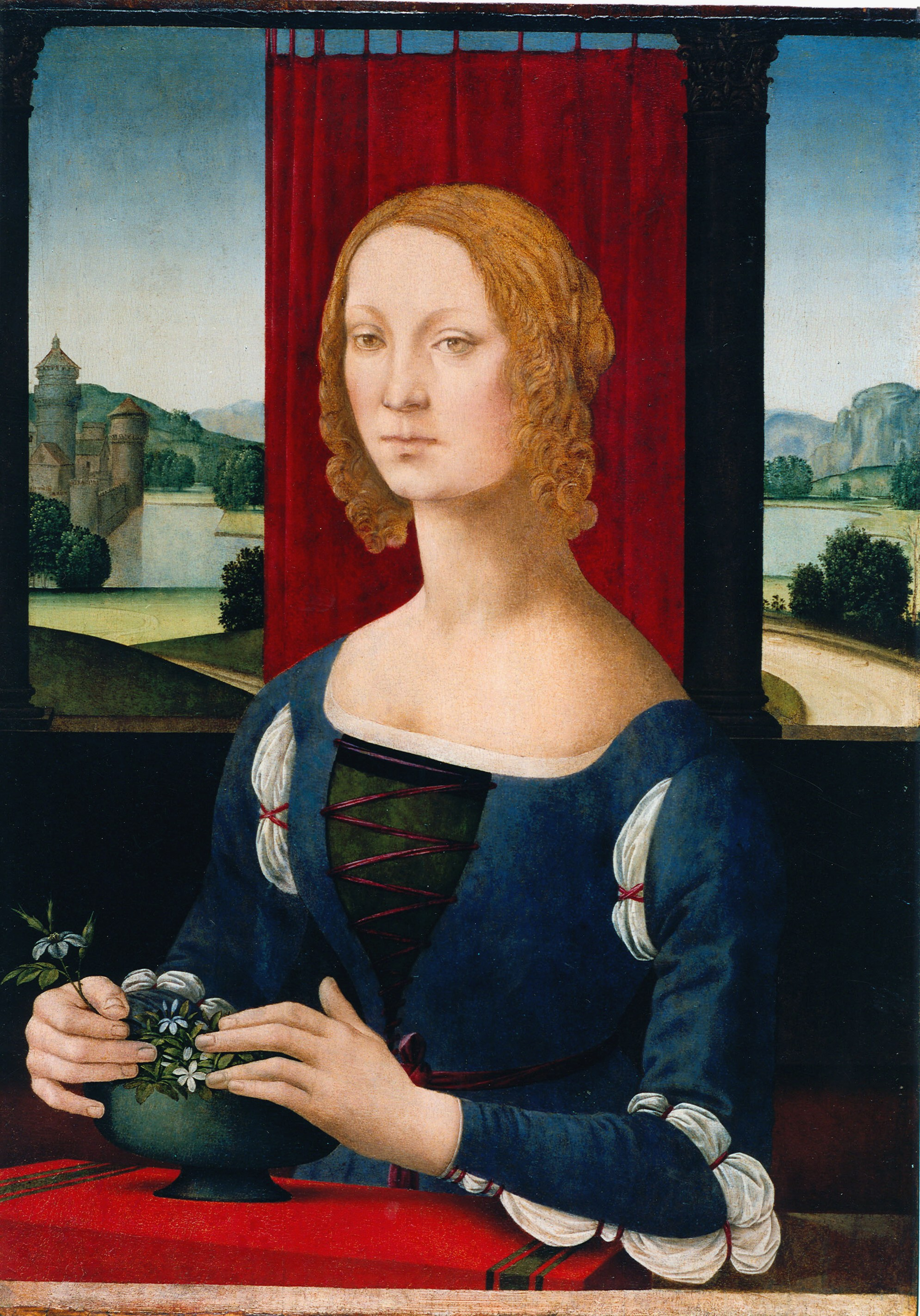
Caterina Sforza
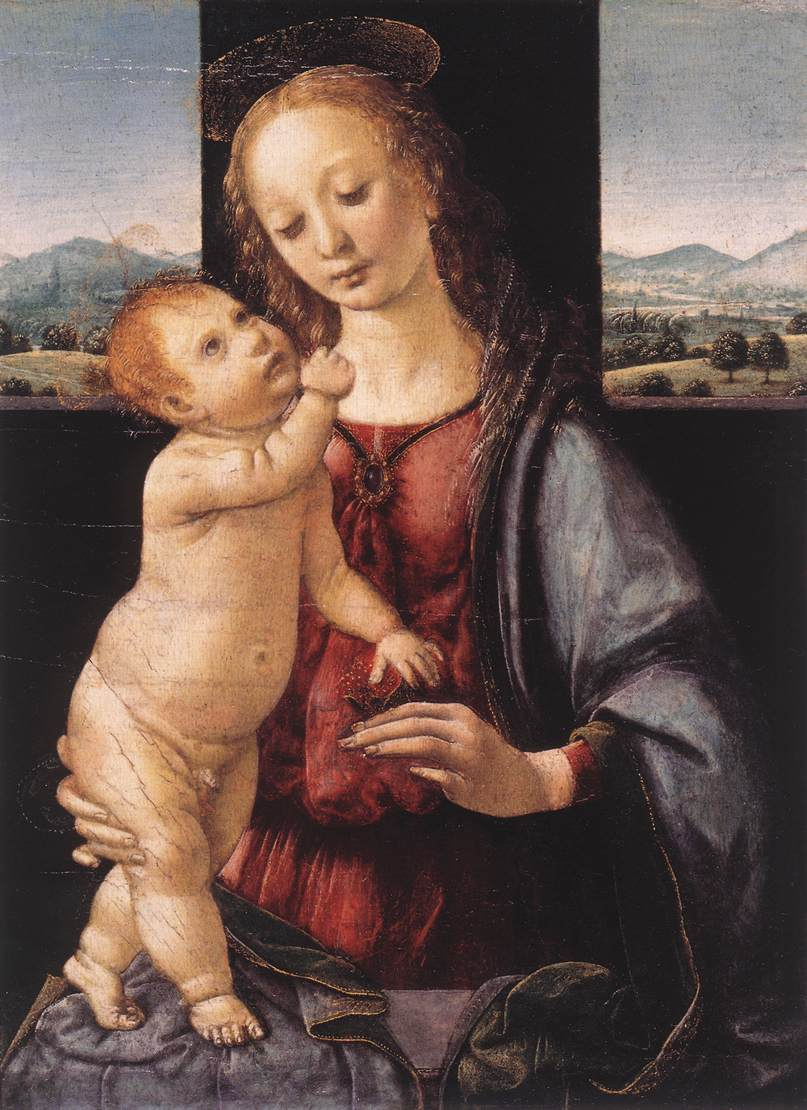
بانوی ما دریفوس
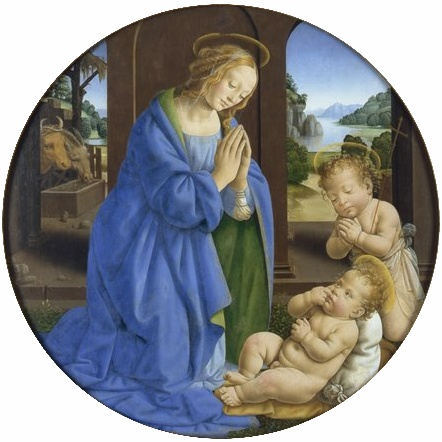
بانوی ما در حال عشق ورزیدن به فرزند
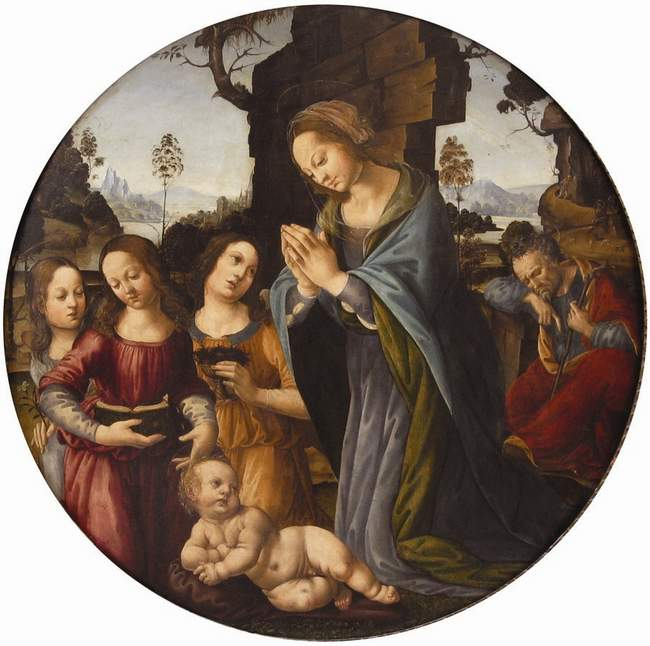
عاشقانه, موزه ملی صربستان، بلگراد
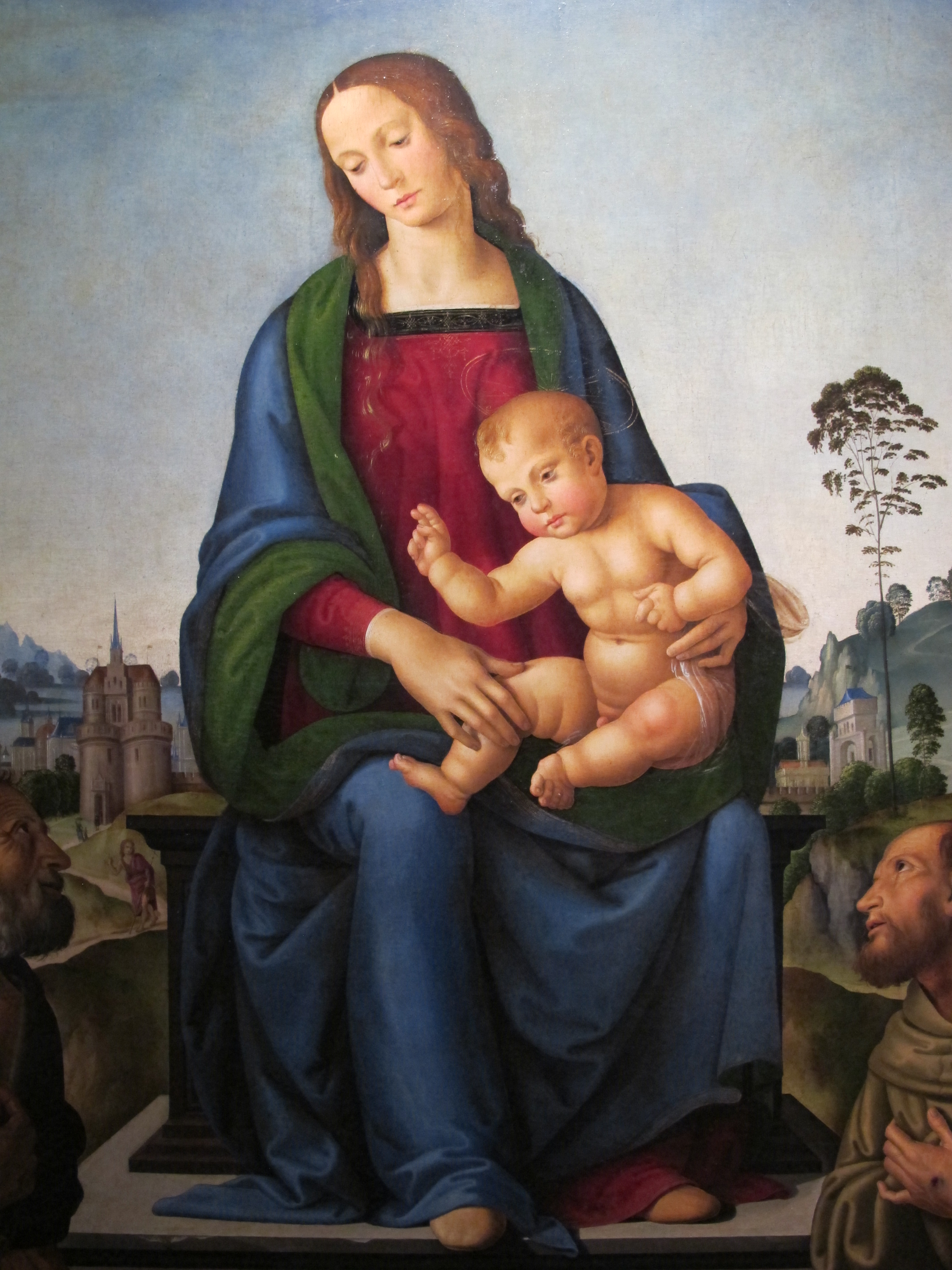
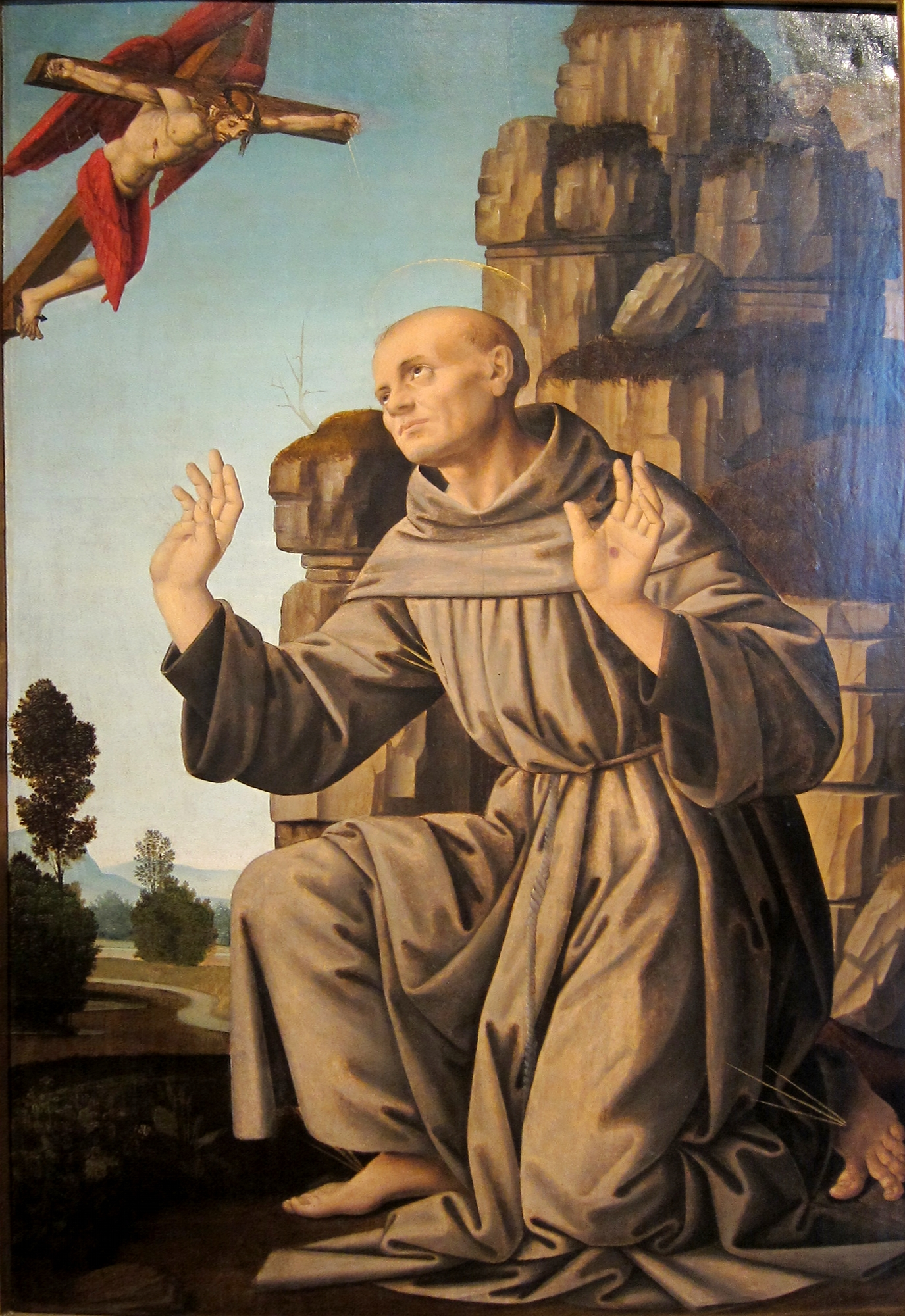
سن فرانسیس (فرانسیس مقدس)

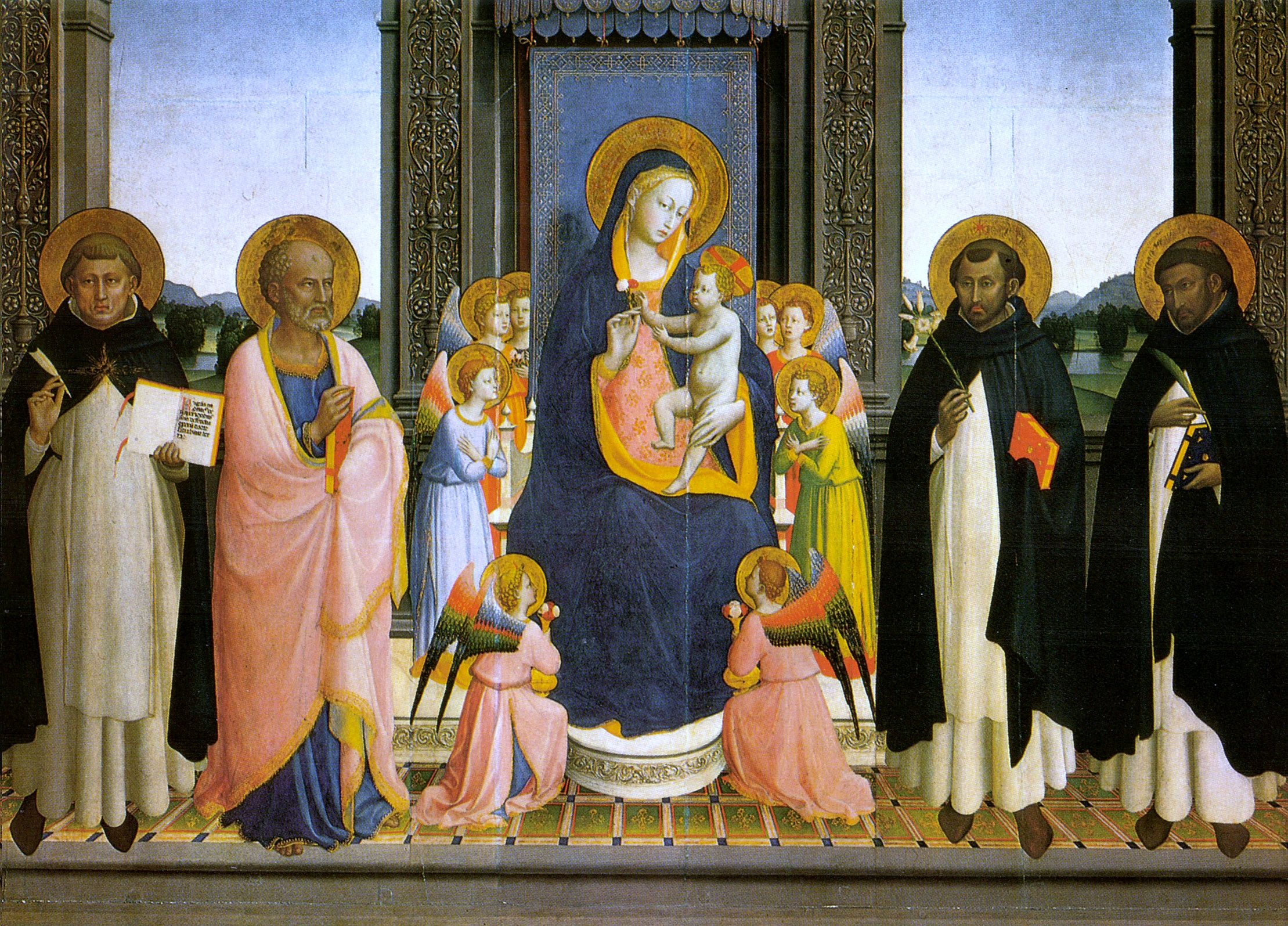
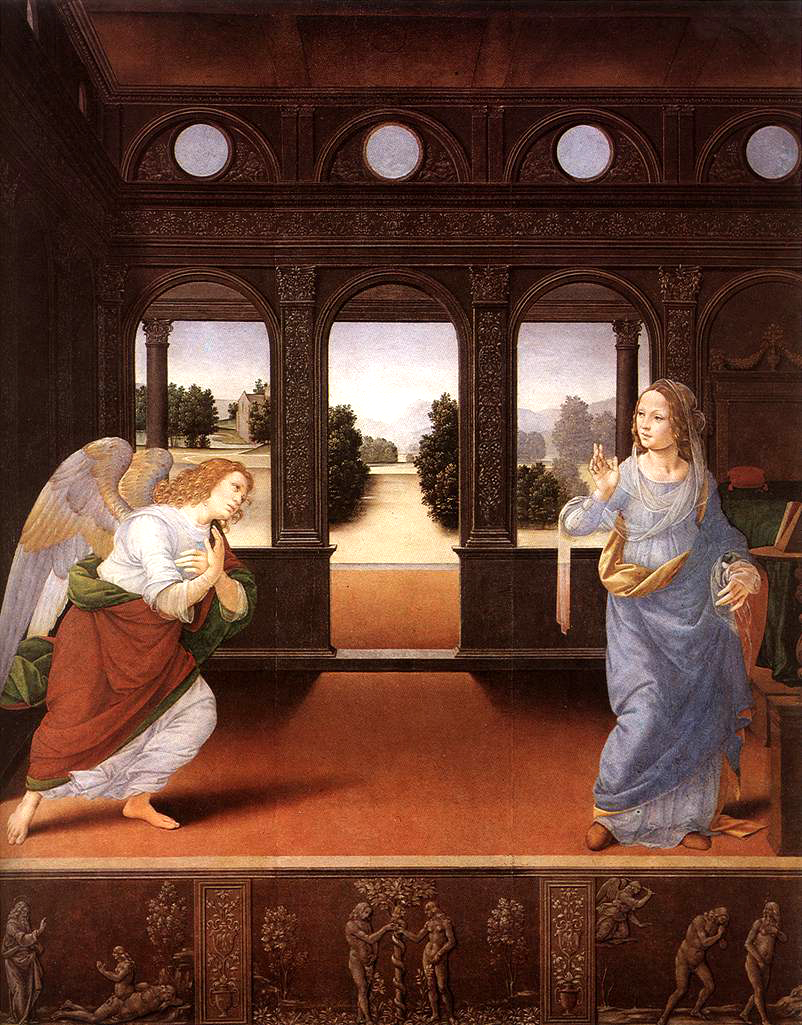